# Karátsonyiliget
Karátsonyiliget (románul: Soca, ukránul: Сока) falu Romániában, a Bánságban, Temes megyében.

## Fekvése
Dettától délnyugatra fekvő település.

## Története
Karátsonyiliget nevét 1333-ban említette először oklevél Zago néven.
1851-ben és 1888-ban Szóka, 1913-ban Karátsonyiliget néven említették.
Karátsonyiliget helység valószínűleg a török hódoltság alatt keletkezett, de helyén már előtte is állhatott település, valószínűleg az 1333-ban az egy oklevélben Zago néven említett falu, melyet e hely környékén feltételeznek.
Az 1717 évi kamarai összeírás alkalmával itt szerbektől lakott 30 házat írtak össze. Mercy térképén szintén a lakott helyek között találjuk, a csákovai kerületben.
Az 1761 évi térképen Bánlaknál népesebb községnek van feltüntetve. 1778-ban Torontál vármegyéhez csatolták.
1781 után a Karátsonyi család birtokába került, és még a 20. század elején is gróf Karátsonyi Jenőnek volt itt nagyobb birtoka. E családról kapta a falu mai nevét is.
1851-ben Fényes Elek írta a településről:
Szóka, Torontál vármegyében, 2 katholikus, 874 óhitű lakossal, anyatemplommal, 38 2/8 egész jobbágytelekkel, erdővel. Földesura Karácsonyi Lázár.
A trianoni békeszerződés előtt Torontál vármegye Bánlaki járásához tartozott.

## Nevezetességek
- Görög keleti szerb temploma - 1903-ben épült

## Források

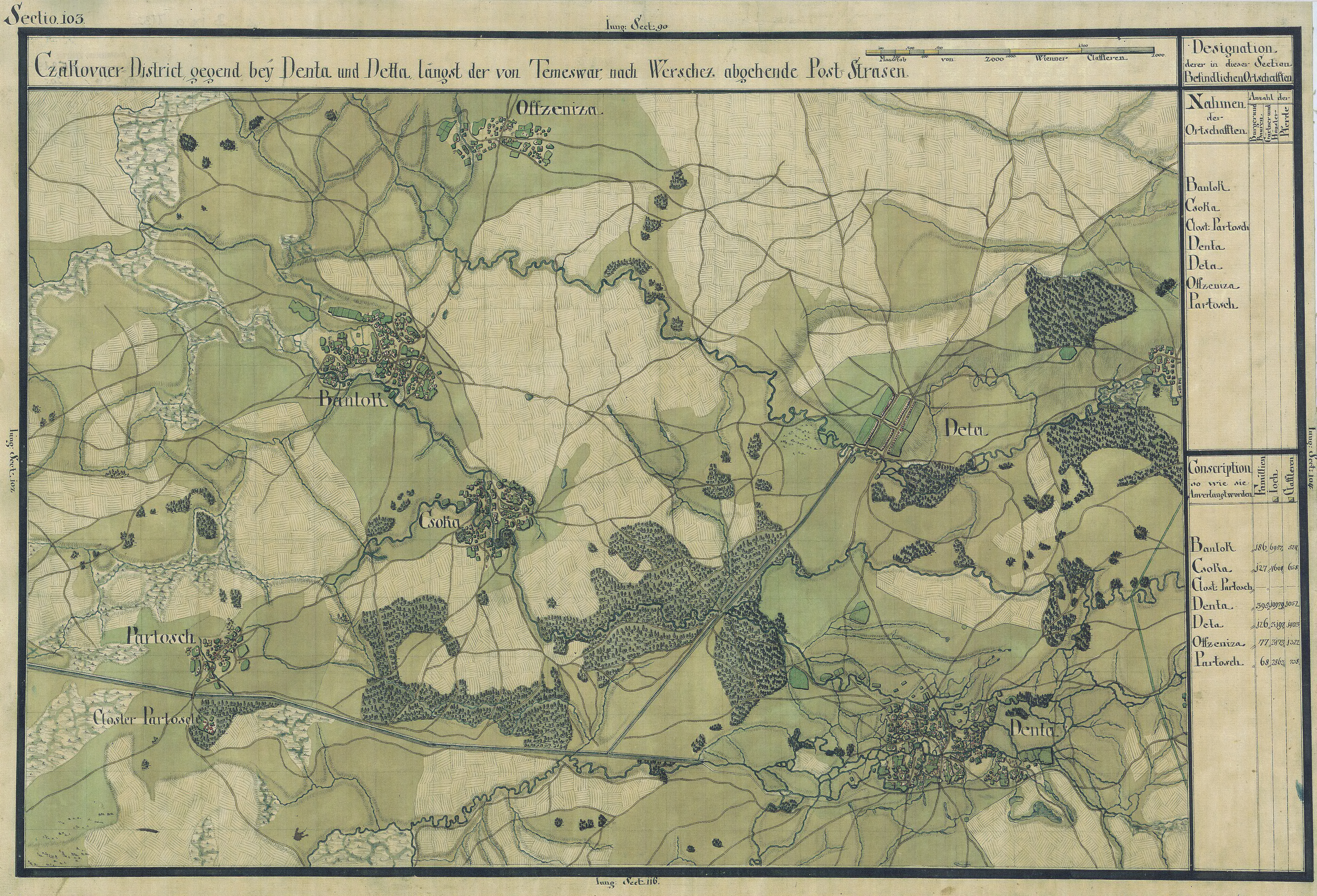
Karátsonyoiliget egy régi térképen